# Ceratina rugosissima
Ceratina rugosissima är en biart som beskrevs av Cockerell 1932. Ceratina rugosissima ingår i släktet märgbin, och familjen långtungebin. Inga underarter finns listade i Catalogue of Life.